# Janggyeong (Uijong)
Janggyeong, död efter 1170, var Koreas drottning 1146-1170, gift med kung Uijong av Goryeo. Hennes make avsattes i en kupp av Jeong Jung-bu 1170, varefter hon förvisades från hovet och, en tid efter, ska ha blivit mördad. 